# Sixième congrès du Parti du travail de Corée
Le sixième congrès du Parti du travail de Corée a lieu en Corée du Nord du 10 au 14 octobre 1980. Le Congrès est le plus haut organe du parti, 3062 délégués représentaient les membres du parti et 117 délégués étrangers ont assisté au congrès mais sans droit de parole. Il y avait 6000 délégués dans la salle du palais de la Culture du 8 février.
Kim Il-sung y a fait un discours de cinq heures.
Le congrès a vu le renouvellement de Kim Il-sung, au poste de secrétaire général du Parti ainsi que la création du Présidium du Bureau politique, qui devient le plus haut organe du parti, entre les congrès.  
Durant les années 1970, il devenait de plus en plus évident que Kim Jong-Il, succède à son père, et lors de ce 6e congrès, Kim Jong-Il est officialisé comme successeur de Kim Il-Sung et est nommé membre du Présidium du Bureau politique, secrétaire du Comité central et membre de la Commission militaire central du parti. L'année suivante, il sera élu député de l'Assemblée populaire suprême
Ce système dynastique fut violemment critiqué par les médias sud-coréens. Cela suscita également un choc pour les pouvoirs communistes d'Europe de l'est et d'Asie, dénonçant une dérive monarchique. 
Durant ce congrès, le parti et la Corée du Nord se sont éloignés du communisme orthodoxe pour s'axer sur le marxisme-léninisme et surtout sur les idées du Juche, donnant ainsi au pouvoir une tendance plus nationaliste. 
Le prochain congrès du parti ne fut convoqué qu'en 2016, malgré l'article de la constitution du parti qui exige que les congrès se tiennent tous les cinq ans.